# Cosimo D'Arrigo
Cosimo D'Arrigo (Catania, 14 giugno 1945) è un generale italiano, Comandante generale della Guardia di Finanza dal 2007 al 2010.

## Biografia
Ha frequentato l'Accademia militare di Modena e la Scuola di applicazione di Torino, città nella quale si è anche laureato in Scienze strategiche. È stato promosso tenente carrista nel 1967 ed ha comandato un plotone dell'82º Reggimento fanteria "Torino", successivamente è stato comandante di compagnia presso la Scuola truppe meccanizzate e corazzate e presso il 62º Battaglione corazzato "M.O. Jero".
Negli anni che vanno dal 1975 al 1976 ha frequentato il 100º corso di Stato Maggiore e nel 1977-1978 il corso superiore di stato maggiore a Civitavecchia. Nel 1997 è stato nominato vicecomandante delle forze di difesa di Vittorio Veneto e nel 2000 è stato chiamato a guidare il comando di Anzio. Il 10 dicembre 2003 ha assunto il Comando delle forze terrestri alleate del Sud Europa e quello del Comando Forze Operative Terrestri, a Verona. Dal 20 luglio 2005 al 1º giugno 2007 è stato sottocapo di Stato maggiore della difesa.
Dal 1º giugno 2007 al 15 dicembre 2007 viene nominato Comandante generale della Guardia di Finanza, sostituendo il generale Roberto Speciale che era stato destituito dall'incarico. Roberto Speciale contestò la sua destituzione al Consiglio di Stato che accolse la richiesta e lo reintegrò al comando della Guardia di Finanza. Il 17 dicembre 2007 viene rinominato Comandante Generale della Guardia di Finanza in seguito alle dimissioni di Roberto Speciale. Copre la carica fino al 22 giugno 2010, quando è sostituito da Nino Di Paolo.